# Pietro IV di Alessandria (copto)
Pietro IV (in copto Ⲡⲉⲧⲣⲟⲥ, in arabo بطرس‎?; Egitto, ... – Enaton, 18 giugno 576) è stato il 34º papa della Chiesa copta dal 25 luglio 567 alla sua morte.
Succedette all'esiliato papa Teodosio I immediatamente dopo la morte di quest'ultimo nel 567.
Poiché i melchiti detenevano il controllo di Alessandria d'Egitto, Pietro IV visse in esilio nel monastero dell'Enaton.